# 1st個人LIVE~睡著或醒著的YUKIRIN世界~
1st個人LIVE~睡著或醒著的YUKIRIN世界~（日語：1stソロライブ〜寝ても覚めてもゆきりんワールド〜），是AKB48成員柏木由紀以DVD及BD形式發行的影像作品，2013年1月2日由Avex Marketing發行。

## 內容
是柏木首張現場影像影片，收錄2012年7月13日在中野SUNPLAZA所舉行的首次個人演唱會「1st個人LIVE~睡著或醒著的YUKIRIN世界~」情形。

## 收錄影像曲
1. 《太遜了I love you!》
French Kiss的歌曲獨唱。
2. 《一個秋天的一天》
French Kiss的歌曲獨唱。
3. 《BINGO!》
AKB48的歌曲獨唱。
4. 《定能飛向天空》
SPITZ的歌曲翻唱，也是演唱曲目中唯一男性歌手的歌曲。在結束此曲後，還披露了虛擬換裝。
5. 《一点点LOVE（日语：ちょこっとLOVE）》
小早安的歌曲。
6. 《粉紅色單戀（日语：桃色片想い）》
松浦亞彌的獨唱歌曲。
7. 《海灘的陽台（日语：渚のバルコニー）》
松田聖子的獨唱歌曲。
8. 《世界之涙》
French Kiss的歌曲獨唱，且柏木在現場彈鋼琴伴奏。
9. 《沉默》
柏木個人歌曲。
10. 《Rainy day》
French Kiss的歌曲獨唱。
11. 《火山灰》
柏木個人歌曲。
12. 《夜風的惡作劇》
柏木個人歌曲，並在空中以盪秋千的方式演出。
13. 《飛翔入手》
AKB48的歌曲獨唱。
14. 《If》
French Kiss的歌曲獨唱。

安可曲
ENC-1 《吃火龍果的時刻》
French Kiss的歌曲。神秘嘉賓高城亞樹、倉持明日香登場。
ENC-2 《最初的Mail》
French Kiss的歌曲。
ENC-3 《Romance Privacy》
French Kiss的歌曲。

## 外部連結
- WE!マイページ: 柏木由紀 （页面存档备份，存于）